# William Mansfield, 1:e viscount Sandhurst

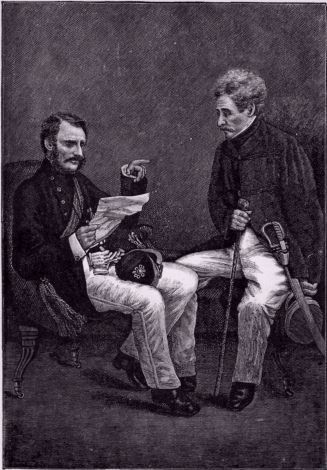
Colin Campbell (till vänster) tillsammans med William Mansfield.

William Mansfield, 1:e viscount Sandhurst, född den 21 augusti 1855, död den 2 november 1921, var en brittisk ämbetsman och politiker, son till William Mansfield, 1:e baron Sandhurst. 
Sandhurst var understatssekreterare för krigsärenden 1886 och 1892-1894 samt 1895-1899 guvernör i Bombay. Han blev lordkammarherre 1912 och upphöjdes 1916 till viscount Sandhurst. 